# Grimod de la Reynière
Alexandre Balthazar Laurente Grimod de la Reynière (Parigi, 20 novembre 1758 – Villiers-sur-Orge, 25 dicembre 1837) è stato un gastronomo francese.
Figlio di un appaltatore delle imposte parigino, ereditò dal padre, oltre che un formidabile appetito, una colossale fortuna, che gli permise di coltivare la sua passione per la tavola senza restrizioni e per tutta la vita. Di bassa statura, un po' deforme e di spirito pungente, nel 1786 fu radiato dall'ordine degli avvocati per un libello antinobiliare: ciò che gli consentì, insieme con l'amicizia di Cambacérès, di passare indenne per la tempesta rivoluzionaria. Quotidiano frequentatore dei numerosi ristoranti sorti a Parigi dopo la rivoluzione, ne curò una sorta di vademecum, l'Almanach des Gourmands, che pubblicò dal 1803 al 1812. Nel 1808 diede alle stampe il Manuel des Amphytrions
, trattatello delle buone maniere a tavola.